# Tabel de simboluri matematice
Următorul tabel descrie multe simboluri speciale folosite des în matematică. Pentru codurile HTML ale simbolurilor matematice, vezi coduri HTML matematice.

## Simboluri matematice de bază
| Simbol                          | Seminificație                                                                              | Explicație | Exemple |
| Simbol                          | Se citește                                                                                 | Explicație | Exemple |
| Simbol                          | Categorie                                                                                  | Explicație | Exemple |
| ------------------------------- | ------------------------------------------------------------------------------------------ | --- | --- |
| =                               | egalitate                                                                                  | x = y înseamnă x și y reprezintă același lucru sau au aceeași valoare. | 1 + 1 = 2 |
| =                               | este egal cu                                                                               | x = y înseamnă x și y reprezintă același lucru sau au aceeași valoare. | 1 + 1 = 2 |
| =                               | oriunde                                                                                    | x = y înseamnă x și y reprezintă același lucru sau au aceeași valoare. | 1 + 1 = 2 |
| ≠ <>                            | inegalitate                                                                                | x ≠ y înseamnă că x și y nu reprezintă același lucru sau nu au aceeași valoare. | 1 ≠ 2 |
| ≠ <>                            | nu este egal cu diferit de                                                                 | x ≠ y înseamnă că x și y nu reprezintă același lucru sau nu au aceeași valoare. | 1 ≠ 2 |
| ≠ <>                            | oriunde                                                                                    | x ≠ y înseamnă că x și y nu reprezintă același lucru sau nu au aceeași valoare. | 1 ≠ 2 |
| < > ≪ ≫                         | strictă inegalitate                                                                        | x < y înseamnă că x este mai mic decât y. x > y înseamnă că x este mai mare decât y. x ≪y înseamnă că x mult mai mic decât y. x ≫ y înseamnă că x mult mai mare decât y. | 3 < 4 5 > 4 0,003 ≪1000000 1375816 ≫ 0,000001 |
| < > ≪ ≫                         | este mai mic decât, este mai mare decât, este mult mai mic decât, este mult mai mare decât | x < y înseamnă că x este mai mic decât y. x > y înseamnă că x este mai mare decât y. x ≪y înseamnă că x mult mai mic decât y. x ≫ y înseamnă că x mult mai mare decât y. | 3 < 4 5 > 4 0,003 ≪1000000 1375816 ≫ 0,000001 |
| < > ≪ ≫                         | teoria ordinii⁠(d)                                                                          | x < y înseamnă că x este mai mic decât y. x > y înseamnă că x este mai mare decât y. x ≪y înseamnă că x mult mai mic decât y. x ≫ y înseamnă că x mult mai mare decât y. | 3 < 4 5 > 4 0,003 ≪1000000 1375816 ≫ 0,000001 |
| ≤ ≥                             | inegalitate                                                                                | x ≤ y înseamnă că x este mai mic sau egal cu y. x ≥ y înseamnă că x este mai mare sau egal cu y. | 3 ≤ 4 și 5 ≤ 5 5 ≥ 4 și 5 ≥ 5 |
| ≤ ≥                             | este mai mic sau egal cu, este mai mare sau egal cu                                        | x ≤ y înseamnă că x este mai mic sau egal cu y. x ≥ y înseamnă că x este mai mare sau egal cu y. | 3 ≤ 4 și 5 ≤ 5 5 ≥ 4 și 5 ≥ 5 |
| ≤ ≥                             | teoria ordinii⁠(d)                                                                          | x ≤ y înseamnă că x este mai mic sau egal cu y. x ≥ y înseamnă că x este mai mare sau egal cu y. | 3 ≤ 4 și 5 ≤ 5 5 ≥ 4 și 5 ≥ 5 |
| ∝                               | proporționalitate                                                                          | y ∝ x înseamnă că y = kx pentru o constantă k. | dacă y = 2x, atunci y ∝ x |
| ∝                               | este proporțional cu                                                                       | y ∝ x înseamnă că y = kx pentru o constantă k. | dacă y = 2x, atunci y ∝ x |
| ∝                               | oriunde                                                                                    | y ∝ x înseamnă că y = kx pentru o constantă k. | dacă y = 2x, atunci y ∝ x |
| +                               | adunare                                                                                    | 4 + 6 înseamnă suma lui 4 și 6 | 2 + 7 = 9 |
| +                               | plus                                                                                       | 4 + 6 înseamnă suma lui 4 și 6 | 2 + 7 = 9 |
| +                               | aritmetică                                                                                 | 4 + 6 înseamnă suma lui 4 și 6 | 2 + 7 = 9 |
| +                               | reuniune disjunctă                                                                         | A1 + A2 înseamnă reuniunea disjunctă a mulțimilor A1 și A2. | A1={1,2,3,4} ∧ A2={2,4,5,7} ⇒ A1 + A2 = {(1,1), (2,1), (3,1), (4,1), (2,2), (4,2), (5,2), (7,2)}                                                                 |
| +                               | reuniunea disjunctă între                                                                  | A1 + A2 înseamnă reuniunea disjunctă a mulțimilor A1 și A2. | A1={1,2,3,4} ∧ A2={2,4,5,7} ⇒ A1 + A2 = {(1,1), (2,1), (3,1), (4,1), (2,2), (4,2), (5,2), (7,2)}                                                                 |
| +                               | teoria mulțimilor                                                                          | A1 + A2 înseamnă reuniunea disjunctă a mulțimilor A1 și A2. | A1={1,2,3,4} ∧ A2={2,4,5,7} ⇒ A1 + A2 = {(1,1), (2,1), (3,1), (4,1), (2,2), (4,2), (5,2), (7,2)}                                                                 |
| −                               | diferență                                                                                  | 9 − 4 înseamnă diferența dintre 9 și 4 | 8 − 3 = 5 |
| −                               | minus                                                                                      | 9 − 4 înseamnă diferența dintre 9 și 4 | 8 − 3 = 5 |
| −                               | aritmetică                                                                                 | 9 − 4 înseamnă diferența dintre 9 și 4 | 8 − 3 = 5 |
| −                               | opusul                                                                                     | −3 înseamnă opusul lui 3. | −(−5) = 5 |
| −                               | negativ ; minus                                                                            | −3 înseamnă opusul lui 3. | −(−5) = 5 |
| −                               | aritmetică                                                                                 | −3 înseamnă opusul lui 3. | −(−5) = 5 |
| −                               | complementara unei mulțimi                                                                 | A − B înseamnă mulțimea care conține toate elementele din A care nu sunt în B. | {1,2,4} − {1,3,4} = {2} |
| −                               | minus; fără                                                                                | A − B înseamnă mulțimea care conține toate elementele din A care nu sunt în B. | {1,2,4} − {1,3,4} = {2} |
| −                               | teoria mulțimilor                                                                          | A − B înseamnă mulțimea care conține toate elementele din A care nu sunt în B. | {1,2,4} − {1,3,4} = {2} |
| × ·                             | produs                                                                                     | 3 × 4 sau 3 · 4 înseamnă produsul lui 3 și 4. | 7 × 8 = 56 17 · 8 = 136 |
| × ·                             | ori, înmulțit cu                                                                           | 3 × 4 sau 3 · 4 înseamnă produsul lui 3 și 4. | 7 × 8 = 56 17 · 8 = 136 |
| × ·                             | aritmetică                                                                                 | 3 × 4 sau 3 · 4 înseamnă produsul lui 3 și 4. | 7 × 8 = 56 17 · 8 = 136 |
| × ·                             | produs cartezian                                                                           | X×Y înseamnă mulțimea tuturor perechilor ordonate cu primul element din X și al doilea element din Y. | {1,2} × {3,4} = {(1,3),(1,4),(2,3),(2,4)} |
| × ·                             | produsul cartezian între; produsul direct                                                  | X×Y înseamnă mulțimea tuturor perechilor ordonate cu primul element din X și al doilea element din Y. | {1,2} × {3,4} = {(1,3),(1,4),(2,3),(2,4)} |
| × ·                             | teoria mulțimilor                                                                          | X×Y înseamnă mulțimea tuturor perechilor ordonate cu primul element din X și al doilea element din Y. | {1,2} × {3,4} = {(1,3),(1,4),(2,3),(2,4)} |
| × ·                             | produs vectorial                                                                           | u × v înseamnă produsul vectorial al vectorilor u și v | (1,2,5) × (3,4,−1) = (−22, 16, − 2) |
| × ·                             | produs vectorial cu                                                                        | u × v înseamnă produsul vectorial al vectorilor u și v | (1,2,5) × (3,4,−1) = (−22, 16, − 2) |
| × ·                             | algebră vectorială                                                                         | u × v înseamnă produsul vectorial al vectorilor u și v | (1,2,5) × (3,4,−1) = (−22, 16, − 2) |
| : /                             | împărțire                                                                                  | 6 : 3 sau 6/3 înseamnă împărțirea lui 6 la 3 | 2 : 4 = 0,5 12 / 4 = 3 |
| : /                             | împărțit la                                                                                | 6 : 3 sau 6/3 înseamnă împărțirea lui 6 la 3 | 2 : 4 = 0,5 12 / 4 = 3 |
| : /                             | aritmetică                                                                                 | 6 : 3 sau 6/3 înseamnă împărțirea lui 6 la 3 | 2 : 4 = 0,5 12 / 4 = 3 |
| √                               | rădăcină pătrată                                                                           | √x înseamnă numărul pozitiv al cărui pătrat este x. | √4 = 2 |
| √                               | rădăcina pătrată a lui; radicalul de ordin doi din                                         | √x înseamnă numărul pozitiv al cărui pătrat este x. | √4 = 2 |
| √                               | numere reale                                                                               | √x înseamnă numărul pozitiv al cărui pătrat este x. | √4 = 2 |
| √                               | rădăcina pătrată complexă                                                                  | dacă z = r exp(iφ) este reprezentat în coordonate polare, atunci √z = √r exp(iφ/2). | √(-1) = i |
| √                               | rădăcina pătrată complexă a lui                                                            | dacă z = r exp(iφ) este reprezentat în coordonate polare, atunci √z = √r exp(iφ/2). | √(-1) = i |
| √                               | numere complexe                                                                            | dacă z = r exp(iφ) este reprezentat în coordonate polare, atunci √z = √r exp(iφ/2). | √(-1) = i |
| \|                              | valoare absolută                                                                           | \|x\| înseamnă distanța pe axa reală (sau în planul complex) dintre x și zero. | \|3\| = 3, \|-5\| = \|5\| \|i\| = 1, \|3+4i\| = 5 |
| \|                              | valoarea absolută a lui; modul din                                                         | \|x\| înseamnă distanța pe axa reală (sau în planul complex) dintre x și zero. | \|3\| = 3, \|-5\| = \|5\| \|i\| = 1, \|3+4i\| = 5 |
| \|                              | numere                                                                                     | \|x\| înseamnă distanța pe axa reală (sau în planul complex) dintre x și zero. | \|3\| = 3, \|-5\| = \|5\| \|i\| = 1, \|3+4i\| = 5 |
| !                               | factorial                                                                                  | n! este produsul 1×2×...×n. | 4! = 1 × 2 × 3 × 4 = 24 |
| !                               | factorial                                                                                  | n! este produsul 1×2×...×n. | 4! = 1 × 2 × 3 × 4 = 24 |
| !                               | combinatorică                                                                              | n! este produsul 1×2×...×n. | 4! = 1 × 2 × 3 × 4 = 24 |
| ~                               | distribuție de probabilitate                                                               | X ~ D, înseamnă că variabila aleatoare X are distribuția de probabilitate D. | X ~ N(0,1), distribuția normală standard |
| ~                               | are distribuția                                                                            | X ~ D, înseamnă că variabila aleatoare X are distribuția de probabilitate D. | X ~ N(0,1), distribuția normală standard |
| ~                               | statistică                                                                                 | X ~ D, înseamnă că variabila aleatoare X are distribuția de probabilitate D. | X ~ N(0,1), distribuția normală standard |
| ⇒ → ⊃                           | implicație                                                                                 | A ⇒ B înseamnă că dacă A este adevărată, atunci și B este adevărată; în caz că A este falsă, nu se poate spune nimic despre B. → poate însemna același lucru ca și ⇒ sau poate avea sensul pentru funcții descris mai jos. ⊃ poate însemna același lucru ca și ⇒ sau poate avea sensul de supramulțime descris mai jos.                    | x = 2 ⇒ x2 = 4 este adevărată, dar x2 = 4 ⇒ x = 2 este în general falsă (deoarece x poate fi −2, dacă domeniul studiat permite).                                 |
| ⇒ → ⊃                           | implică; dacă .. atunci                                                                    | A ⇒ B înseamnă că dacă A este adevărată, atunci și B este adevărată; în caz că A este falsă, nu se poate spune nimic despre B. → poate însemna același lucru ca și ⇒ sau poate avea sensul pentru funcții descris mai jos. ⊃ poate însemna același lucru ca și ⇒ sau poate avea sensul de supramulțime descris mai jos.                    | x = 2 ⇒ x2 = 4 este adevărată, dar x2 = 4 ⇒ x = 2 este în general falsă (deoarece x poate fi −2, dacă domeniul studiat permite).                                 |
| ⇒ → ⊃                           | logică propozițională                                                                      | A ⇒ B înseamnă că dacă A este adevărată, atunci și B este adevărată; în caz că A este falsă, nu se poate spune nimic despre B. → poate însemna același lucru ca și ⇒ sau poate avea sensul pentru funcții descris mai jos. ⊃ poate însemna același lucru ca și ⇒ sau poate avea sensul de supramulțime descris mai jos.                    | x = 2 ⇒ x2 = 4 este adevărată, dar x2 = 4 ⇒ x = 2 este în general falsă (deoarece x poate fi −2, dacă domeniul studiat permite).                                 |
| ⇔ ↔                             | echivalență                                                                                | A ⇔ B înseamnă că A și B au aceleași valori de adevăr. | x + 5 = y +2 ⇔ x + 3 = y |
| ⇔ ↔                             | dacă și numai dacă (dnd); echivalent cu                                                    | A ⇔ B înseamnă că A și B au aceleași valori de adevăr. | x + 5 = y +2 ⇔ x + 3 = y |
| ⇔ ↔                             | logică propozițională                                                                      | A ⇔ B înseamnă că A și B au aceleași valori de adevăr. | x + 5 = y +2 ⇔ x + 3 = y |
| ¬ ˜                             | negație logică                                                                             | Propoziția ¬A este adevărată dacă și numai dacă A este falsă. O bară oblică ce taie un operator reprezintă același lucru ca și "¬" scris în față. | ¬(¬A) ⇔ A x ≠ y ⇔ ¬(x = y) |
| ¬ ˜                             | non                                                                                        | Propoziția ¬A este adevărată dacă și numai dacă A este falsă. O bară oblică ce taie un operator reprezintă același lucru ca și "¬" scris în față. | ¬(¬A) ⇔ A x ≠ y ⇔ ¬(x = y) |
| ¬ ˜                             | logică propozițională                                                                      | Propoziția ¬A este adevărată dacă și numai dacă A este falsă. O bară oblică ce taie un operator reprezintă același lucru ca și "¬" scris în față. | ¬(¬A) ⇔ A x ≠ y ⇔ ¬(x = y) |
| ∧                               | conjuncție logică sau infimum într-o latice                                                | Propoziția A ∧ B este adevărată dacă A și B sunt ambele adevărate; altfel este falsă. | n < 4 ∧ n >2 ⇔ n = 3 dacă n este număr natural. |
| ∧                               | și                                                                                         | Propoziția A ∧ B este adevărată dacă A și B sunt ambele adevărate; altfel este falsă. | n < 4 ∧ n >2 ⇔ n = 3 dacă n este număr natural. |
| ∧                               | logică propozițională, teoria laticelor                                                    | Propoziția A ∧ B este adevărată dacă A și B sunt ambele adevărate; altfel este falsă. | n < 4 ∧ n >2 ⇔ n = 3 dacă n este număr natural. |
| ∨                               | disjuncție logică sau supremum într-o latice                                               | Propoziția A ∨ B este adevărată dacă A sau B (sau ambele) sunt adevărate; altfel este falsă. | n ≥ 4 ∨ n ≤ 2 ⇔ n ≠ 3 dacă n este număr natural. |
| ∨                               | sau                                                                                        | Propoziția A ∨ B este adevărată dacă A sau B (sau ambele) sunt adevărate; altfel este falsă. | n ≥ 4 ∨ n ≤ 2 ⇔ n ≠ 3 dacă n este număr natural. |
| ∨                               | logică propozițională, teoria laticelor                                                    | Propoziția A ∨ B este adevărată dacă A sau B (sau ambele) sunt adevărate; altfel este falsă. | n ≥ 4 ∨ n ≤ 2 ⇔ n ≠ 3 dacă n este număr natural. |
| ⊕ ⊻                             | sau exclusiv                                                                               | Afirmația A ⊕ B este adevărată dacă fie A, fie B, dar nu ambele, este adevărată. A ⊻ B înseamnă același lucru. | (¬A) ⊕ A este mereu adevărată, A ⊕ A este mereu falsă. |
| ⊕ ⊻                             | xor                                                                                        | Afirmația A ⊕ B este adevărată dacă fie A, fie B, dar nu ambele, este adevărată. A ⊻ B înseamnă același lucru. | (¬A) ⊕ A este mereu adevărată, A ⊕ A este mereu falsă. |
| ⊕ ⊻                             | logică propozițională, algebră booleană                                                    | Afirmația A ⊕ B este adevărată dacă fie A, fie B, dar nu ambele, este adevărată. A ⊻ B înseamnă același lucru. | (¬A) ⊕ A este mereu adevărată, A ⊕ A este mereu falsă. |
| ∀                               | cuantificator universal                                                                    | ∀ x: P(x) înseamnă P(x) este adevărată pentru toți x din domeniu. | ∀ n ∈ N: n2 ≥ n. |
| ∀                               | oricare; pentru fiecare                                                                    | ∀ x: P(x) înseamnă P(x) este adevărată pentru toți x din domeniu. | ∀ n ∈ N: n2 ≥ n. |
| ∀                               | logica predicatelor                                                                        | ∀ x: P(x) înseamnă P(x) este adevărată pentru toți x din domeniu. | ∀ n ∈ N: n2 ≥ n. |
| ∃                               | cuantificator existențial                                                                  | ∃ x: P(x) înseamnă că există cel puțin un x astfel încât P(x) este adevărată. | ∃ n ∈ N: n este par. |
| ∃                               | există                                                                                     | ∃ x: P(x) înseamnă că există cel puțin un x astfel încât P(x) este adevărată. | ∃ n ∈ N: n este par. |
| ∃                               | logica predicatelor                                                                        | ∃ x: P(x) înseamnă că există cel puțin un x astfel încât P(x) este adevărată. | ∃ n ∈ N: n este par. |
| ∃!                              | cuantificator de unicitate                                                                 | ∃! x: P(x) înseamnă că există exact un x astfel încât P(x) este adevărată. | ∃! n ∈ N: n + 5 = 2n. |
| ∃!                              | există un(o) unic(ă) există și e unic(ă)                                                   | ∃! x: P(x) înseamnă că există exact un x astfel încât P(x) este adevărată. | ∃! n ∈ N: n + 5 = 2n. |
| ∃!                              | logica predicatelor                                                                        | ∃! x: P(x) înseamnă că există exact un x astfel încât P(x) este adevărată. | ∃! n ∈ N: n + 5 = 2n. |
| := ≡ :⇔                         | definiție                                                                                  | x := y sau x ≡ y înseamnă că x este definit ca un alt nume pentru y (de observat că ≡ poate avea și alte sensuri, precum congruență). P :⇔ Q înseamnă că P este definit astfel încât, din punct de vedere logic, este echivalent cu Q. | cosh x := (1/2)(exp x + exp (−x)) A XOR B :⇔ (A ∨ B) ∧ ¬(A ∧ B)                                                                                                  |
| := ≡ :⇔                         | se definește ca                                                                            | x := y sau x ≡ y înseamnă că x este definit ca un alt nume pentru y (de observat că ≡ poate avea și alte sensuri, precum congruență). P :⇔ Q înseamnă că P este definit astfel încât, din punct de vedere logic, este echivalent cu Q. | cosh x := (1/2)(exp x + exp (−x)) A XOR B :⇔ (A ∨ B) ∧ ¬(A ∧ B)                                                                                                  |
| := ≡ :⇔                         | oriunde                                                                                    | x := y sau x ≡ y înseamnă că x este definit ca un alt nume pentru y (de observat că ≡ poate avea și alte sensuri, precum congruență). P :⇔ Q înseamnă că P este definit astfel încât, din punct de vedere logic, este echivalent cu Q. | cosh x := (1/2)(exp x + exp (−x)) A XOR B :⇔ (A ∨ B) ∧ ¬(A ∧ B)                                                                                                  |
| { , }                           | acolade de mulțime                                                                         | {a,b,c}înseamnă mulțimea formată din a, b și c. | N = {0,1,2,...} |
| { , }                           | mulțimea                                                                                   | {a,b,c}înseamnă mulțimea formată din a, b și c. | N = {0,1,2,...} |
| { , }                           | teoria mulțimilor                                                                          | {a,b,c}înseamnă mulțimea formată din a, b și c. | N = {0,1,2,...} |
| { : } { \| }                    | notație de construcție a unei mulțimi                                                      | {x : P(x)} sau {x \| P(x)} înseamnă mulțimea acelor x pentru care P(x) este adevărată. | {n ∈ N : n2 < 20} = {0,1,2,3,4} |
| { : } { \| }                    | mulțimea elementelor cu proprietatea că                                                    | {x : P(x)} sau {x \| P(x)} înseamnă mulțimea acelor x pentru care P(x) este adevărată. | {n ∈ N : n2 < 20} = {0,1,2,3,4} |
| { : } { \| }                    | teoria mulțimilor                                                                          | {x : P(x)} sau {x \| P(x)} înseamnă mulțimea acelor x pentru care P(x) este adevărată. | {n ∈ N : n2 < 20} = {0,1,2,3,4} |
| {\displaystyle \emptyset } {}   | mulțimea vidă                                                                              | {\displaystyle \emptyset } înseamnă mulțimea cu nici un element. {} este o notație echivalentă. | {n ∈ N : 1 < n2 < 4} = {\displaystyle \emptyset } |
| {\displaystyle \emptyset } {}   | mulțimea vidă                                                                              | {\displaystyle \emptyset } înseamnă mulțimea cu nici un element. {} este o notație echivalentă. | {n ∈ N : 1 < n2 < 4} = {\displaystyle \emptyset } |
| {\displaystyle \emptyset } {}   | teoria mulțimilor                                                                          | {\displaystyle \emptyset } înseamnă mulțimea cu nici un element. {} este o notație echivalentă. | {n ∈ N : 1 < n2 < 4} = {\displaystyle \emptyset } |
| ∈ {\displaystyle \notin }       | apartenență                                                                                | a ∈ S înseamnă că a este un element al mulțimii S; a {\displaystyle \notin } S înseamnă că a nu este un element al mulțimii S. | (1/2)−1 ∈ N 2−1 {\displaystyle \notin } N |
| ∈ {\displaystyle \notin }       | aparține lui, este inclus în; nu aparține lui, nu este inclus în                           | a ∈ S înseamnă că a este un element al mulțimii S; a {\displaystyle \notin } S înseamnă că a nu este un element al mulțimii S. | (1/2)−1 ∈ N 2−1 {\displaystyle \notin } N |
| ∈ {\displaystyle \notin }       | oriunde, teoria mulțimilor                                                                 | a ∈ S înseamnă că a este un element al mulțimii S; a {\displaystyle \notin } S înseamnă că a nu este un element al mulțimii S. | (1/2)−1 ∈ N 2−1 {\displaystyle \notin } N |
| ⊆ ⊂                             | submulțime                                                                                 | (submulțime) A ⊆ B înseamnă că fiecare element din A este și element al lui B. (submulțime proprie) A ⊂ B înseamnă că A ⊆ B dar A ≠ B. | A ∩ B ⊆ A; Q ⊂ R |
| ⊆ ⊂                             | este inclusă în; este o submulțime pentru; este submulțime a lui                           | (submulțime) A ⊆ B înseamnă că fiecare element din A este și element al lui B. (submulțime proprie) A ⊂ B înseamnă că A ⊆ B dar A ≠ B. | A ∩ B ⊆ A; Q ⊂ R |
| ⊆ ⊂                             | teoria mulțimilor                                                                          | (submulțime) A ⊆ B înseamnă că fiecare element din A este și element al lui B. (submulțime proprie) A ⊂ B înseamnă că A ⊆ B dar A ≠ B. | A ∩ B ⊆ A; Q ⊂ R |
| ⊇ ⊃                             | superset                                                                                   | A ⊇ B înseamnă că fiecare element din B este și element al lui A. A ⊃ B înseamnă că A ⊇ B dar A ≠ B. A ⊇ B este echivalent cu B ⊆ A, A ⊃ B este echivalent cu B ⊂ A. | A ∪ B ⊇ B; R ⊃ Q |
| ⊇ ⊃                             | include; este o supramulțime pentru; este supramulțime a lui                               | A ⊇ B înseamnă că fiecare element din B este și element al lui A. A ⊃ B înseamnă că A ⊇ B dar A ≠ B. A ⊇ B este echivalent cu B ⊆ A, A ⊃ B este echivalent cu B ⊂ A. | A ∪ B ⊇ B; R ⊃ Q |
| ⊇ ⊃                             | teoria mulțimilor                                                                          | A ⊇ B înseamnă că fiecare element din B este și element al lui A. A ⊃ B înseamnă că A ⊇ B dar A ≠ B. A ⊇ B este echivalent cu B ⊆ A, A ⊃ B este echivalent cu B ⊂ A. | A ∪ B ⊇ B; R ⊃ Q |
| ∪                               | reuniune                                                                                   | Reuniune exclusivă (vezi și diferență simetrică): A ∪ B înseamnă mulțimea care conține toate elementele lui A, și toate elementele lui B, dar nu și elementele lor comune. "A sau B, dar nu amândouă". Reuniune inclusivă: A ∪ B înseamnă mulțimea care conține toate elementele lui A, și toate elementele lui B. "A sau B sau amândouă". | A ⊆ B ⇔ A ∪ B = B A ∪ B = {x \| x ∈ A ∨ x ∈ B)} |
| ∪                               | reuniunea între                                                                            | Reuniune exclusivă (vezi și diferență simetrică): A ∪ B înseamnă mulțimea care conține toate elementele lui A, și toate elementele lui B, dar nu și elementele lor comune. "A sau B, dar nu amândouă". Reuniune inclusivă: A ∪ B înseamnă mulțimea care conține toate elementele lui A, și toate elementele lui B. "A sau B sau amândouă". | A ⊆ B ⇔ A ∪ B = B A ∪ B = {x \| x ∈ A ∨ x ∈ B)} |
| ∪                               | teoria mulțimilor                                                                          | Reuniune exclusivă (vezi și diferență simetrică): A ∪ B înseamnă mulțimea care conține toate elementele lui A, și toate elementele lui B, dar nu și elementele lor comune. "A sau B, dar nu amândouă". Reuniune inclusivă: A ∪ B înseamnă mulțimea care conține toate elementele lui A, și toate elementele lui B. "A sau B sau amândouă". | A ⊆ B ⇔ A ∪ B = B A ∪ B = {x \| x ∈ A ∨ x ∈ B)} |
| ∩                               | intersecție                                                                                | A ∩ B înseamnă mulțimea ce conține elementele comune din A și B | {x ∈ R : x2 = 1} ∩ ℕ = {1} |
| ∩                               | intersecția dintre                                                                         | A ∩ B înseamnă mulțimea ce conține elementele comune din A și B | {x ∈ R : x2 = 1} ∩ ℕ = {1} |
| ∩                               | teoria mulțimilor                                                                          | A ∩ B înseamnă mulțimea ce conține elementele comune din A și B | {x ∈ R : x2 = 1} ∩ ℕ = {1} |
| \                               | complement                                                                                 | A \ B înseamnă mulțimea ce conține elementele pe care A le are în plus față de B | {1,2,3,4} \ {3,4,5,6} = {1,2} |
| \                               | diferența                                                                                  | A \ B înseamnă mulțimea ce conține elementele pe care A le are în plus față de B | {1,2,3,4} \ {3,4,5,6} = {1,2} |
| \                               | teoria mulțimilor                                                                          | A \ B înseamnă mulțimea ce conține elementele pe care A le are în plus față de B | {1,2,3,4} \ {3,4,5,6} = {1,2} |
| ( )                             | valoarea funcției                                                                          | f(x) înseamnă 'f de x', sau valoarea lui f în elementul x. | Dacă f(x) := x2, atunci f(3) = 32 = 9. |
| ( )                             | de                                                                                         | f(x) înseamnă 'f de x', sau valoarea lui f în elementul x. | Dacă f(x) := x2, atunci f(3) = 32 = 9. |
| ( )                             | teoria mulțimilor                                                                          | f(x) înseamnă 'f de x', sau valoarea lui f în elementul x. | Dacă f(x) := x2, atunci f(3) = 32 = 9. |
| ( )                             | modificatori de precedență                                                                 | Se efectuează întâi operațiile din paranteze. | (8/4)/2 = 2/2 = 1, dar 8/(4/2) = 8/2 = 4. |
| ( )                             | paranteze                                                                                  | Se efectuează întâi operațiile din paranteze. | (8/4)/2 = 2/2 = 1, dar 8/(4/2) = 8/2 = 4. |
| ( )                             | oriunde                                                                                    | Se efectuează întâi operațiile din paranteze. | (8/4)/2 = 2/2 = 1, dar 8/(4/2) = 8/2 = 4. |
| f:X→Y                           | functie săgeată                                                                            | f: X → Y înseamnă că funcția f transportă elementele lui X în cele din Y. | Fie f: Z → N definit prin f(x) := x2 |
| f:X→Y                           | de ... la                                                                                  | f: X → Y înseamnă că funcția f transportă elementele lui X în cele din Y. | Fie f: Z → N definit prin f(x) := x2 |
| f:X→Y                           | teoria mulțimilor                                                                          | f: X → Y înseamnă că funcția f transportă elementele lui X în cele din Y. | Fie f: Z → N definit prin f(x) := x2 |
| o                               | funcția compunere                                                                          | fog e functia, fiind (fog)(x) = f(g(x)). | if f(x) := 2x, și g(x) := x + 3, apoi (fog)(x) = 2(x + 3). |
| o                               | compus cu                                                                                  | fog e functia, fiind (fog)(x) = f(g(x)). | if f(x) := 2x, și g(x) := x + 3, apoi (fog)(x) = 2(x + 3). |
| o                               | teoria mulțimilor                                                                          | fog e functia, fiind (fog)(x) = f(g(x)). | if f(x) := 2x, și g(x) := x + 3, apoi (fog)(x) = 2(x + 3). |
| N ℕ                             | numere naturale                                                                            | N înseamnă {0,1,2,3,...}, dar a se vedea și numere naturale pentru o altă convenție. | {\|a\| : a ∈ Z} = N |
| N ℕ                             | N                                                                                          | N înseamnă {0,1,2,3,...}, dar a se vedea și numere naturale pentru o altă convenție. | {\|a\| : a ∈ Z} = N |
| N ℕ                             | număr                                                                                      | N înseamnă {0,1,2,3,...}, dar a se vedea și numere naturale pentru o altă convenție. | {\|a\| : a ∈ Z} = N |
| Z {\displaystyle \mathbb {Z} }ℤ | numere întregi                                                                             | Z înseamnă {...,−3,−2,−1,0,1,2,3,...}. | {a : \|a\| ∈ N} = Z |
| Z {\displaystyle \mathbb {Z} }ℤ | Z                                                                                          | Z înseamnă {...,−3,−2,−1,0,1,2,3,...}. | {a : \|a\| ∈ N} = Z |
| Z {\displaystyle \mathbb {Z} }ℤ | număr                                                                                      | Z înseamnă {...,−3,−2,−1,0,1,2,3,...}. | {a : \|a\| ∈ N} = Z |
| Q ℚ                             | numere raționale                                                                           | Q înseamnă {p/q : p,q ∈ Z, q ≠ 0}. | 3.14 ∈ Q π ∉ Q |
| Q ℚ                             | Q                                                                                          | Q înseamnă {p/q : p,q ∈ Z, q ≠ 0}. | 3.14 ∈ Q π ∉ Q |
| Q ℚ                             | număr                                                                                      | Q înseamnă {p/q : p,q ∈ Z, q ≠ 0}. | 3.14 ∈ Q π ∉ Q |
| R ℝ                             | numere reale                                                                               | R înseamnă setul de numere reale. | π ∈ R √(−1) ∉ R |
| R ℝ                             | R                                                                                          | R înseamnă setul de numere reale. | π ∈ R √(−1) ∉ R |
| R ℝ                             | număr                                                                                      | R înseamnă setul de numere reale. | π ∈ R √(−1) ∉ R |
| C ℂ                             | numere complexe                                                                            | C înseamnă {a + bi : a,b ∈ R}. | i = √(−1) ∈ C |
| C ℂ                             | C                                                                                          | C înseamnă {a + bi : a,b ∈ R}. | i = √(−1) ∈ C |
| C ℂ                             | număr                                                                                      | C înseamnă {a + bi : a,b ∈ R}. | i = √(−1) ∈ C |
| ∞                               | infinitate                                                                                 | ∞ este un element al mulțimii reale extinse și este mai mare ca orice alt număr real, fiind deseori întalnit în limite matematice. | limx→0 1/\|x\| = ∞ |
| ∞                               | infinitate                                                                                 | ∞ este un element al mulțimii reale extinse și este mai mare ca orice alt număr real, fiind deseori întalnit în limite matematice. | limx→0 1/\|x\| = ∞ |
| ∞                               | număr                                                                                      | ∞ este un element al mulțimii reale extinse și este mai mare ca orice alt număr real, fiind deseori întalnit în limite matematice. | limx→0 1/\|x\| = ∞ |
| {\displaystyle \pi }            | pi                                                                                         | π este raportul dintre lungimea cercului și diametrul său. Valorea lui este 3.14159 26535 ... | A = πr² este aria unui cerc cu raza r |
| {\displaystyle \pi }            | pi                                                                                         | π este raportul dintre lungimea cercului și diametrul său. Valorea lui este 3.14159 26535 ... | A = πr² este aria unui cerc cu raza r |
| {\displaystyle \pi }            | geometrie euclidiană                                                                       | π este raportul dintre lungimea cercului și diametrul său. Valorea lui este 3.14159 26535 ... | A = πr² este aria unui cerc cu raza r |
| \|\|                            | norma                                                                                      | \|\|x\|\| este norma unui element x din spațiul vectorial normat. | \|\|x+y\|\| ≤ \|\|x\|\| + \|\|y\|\| |
| \|\|                            | norma lui; lungimea lui                                                                    | \|\|x\|\| este norma unui element x din spațiul vectorial normat. | \|\|x+y\|\| ≤ \|\|x\|\| + \|\|y\|\| |
| \|\|                            | algebră liniară                                                                            | \|\|x\|\| este norma unui element x din spațiul vectorial normat. | \|\|x+y\|\| ≤ \|\|x\|\| + \|\|y\|\| |
| ∑                               | Adunare                                                                                    | ∑k=1n ak înseamnă a1 + a2 + ... + an. | ∑k=14 k2 = 12 + 22 + 32 + 42 = 1 + 4 + 9 + 16 = 30 |
| ∑                               | sumă peste ... de ... la ... din                                                           | ∑k=1n ak înseamnă a1 + a2 + ... + an. | ∑k=14 k2 = 12 + 22 + 32 + 42 = 1 + 4 + 9 + 16 = 30 |
| ∑                               | oriunde                                                                                    | ∑k=1n ak înseamnă a1 + a2 + ... + an. | ∑k=14 k2 = 12 + 22 + 32 + 42 = 1 + 4 + 9 + 16 = 30 |
| ∏                               | Înmulțire                                                                                  | ∏k=1n ak înseamnă a1a2···an. | ∏k=14 (k + 2) = (1 + 2)(2 + 2)(3 + 2)(4 + 2) = 3 × 4 × 5 × 6 = 360                                                                                               |
| ∏                               | produs peste ... de ... la ... din                                                         | ∏k=1n ak înseamnă a1a2···an. | ∏k=14 (k + 2) = (1 + 2)(2 + 2)(3 + 2)(4 + 2) = 3 × 4 × 5 × 6 = 360                                                                                               |
| ∏                               | oriunde                                                                                    | ∏k=1n ak înseamnă a1a2···an. | ∏k=14 (k + 2) = (1 + 2)(2 + 2)(3 + 2)(4 + 2) = 3 × 4 × 5 × 6 = 360                                                                                               |
| ∏                               | Produs cartezian                                                                           | ∏i=0nYi înseamnă setul tuturor (n+1)-uplurilor (y0,...,yn). | ∏n=13R = R3 |
| ∏                               | produsul cartezian dintre; produsul direct dintre                                          | ∏i=0nYi înseamnă setul tuturor (n+1)-uplurilor (y0,...,yn). | ∏n=13R = R3 |
| ∏                               | algebră                                                                                    | ∏i=0nYi înseamnă setul tuturor (n+1)-uplurilor (y0,...,yn). | ∏n=13R = R3 |
| '                               | Derivată                                                                                   | f '(x) este derivata funcției f în punctul x,ex: tangenta la graficul lui f în x. | Dacă f(x) := x2, atuncif '(x) = 2x |
| '                               | … prim; derivata lui …                                                                     | f '(x) este derivata funcției f în punctul x,ex: tangenta la graficul lui f în x. | Dacă f(x) := x2, atuncif '(x) = 2x |
| '                               | analiză matematică                                                                         | f '(x) este derivata funcției f în punctul x,ex: tangenta la graficul lui f în x. | Dacă f(x) := x2, atuncif '(x) = 2x |
| ∫                               | Integrala nedefinită                                                                       | ∫ f(x) dx înseamnă o funcție a cărui derivată e f. | ∫x2 dx = x3/3 + C |
| ∫                               | integrală nedefinită din …;                                                                | ∫ f(x) dx înseamnă o funcție a cărui derivată e f. | ∫x2 dx = x3/3 + C |
| ∫                               | calculus                                                                                   | ∫ f(x) dx înseamnă o funcție a cărui derivată e f. | ∫x2 dx = x3/3 + C |
| ∫                               | Integrala definită                                                                         | ∫ab f(x) dx înseamnă aria cu semn dintre axa x și graficul funcției lui f între x = a și x = b. | ∫0b x2 dx = b3/3; |
| ∫                               | integrala de la ... până la ....                                                           | ∫ab f(x) dx înseamnă aria cu semn dintre axa x și graficul funcției lui f între x = a și x = b. | ∫0b x2 dx = b3/3; |
| ∫                               | analiză matematică                                                                         | ∫ab f(x) dx înseamnă aria cu semn dintre axa x și graficul funcției lui f între x = a și x = b. | ∫0b x2 dx = b3/3; |
| ∇                               | gradient                                                                                   | ∇f (x1, …, xn) este vectorul derivatelor parțiale (df / dx1, …, df / dxn). | Dacă f (x,y,z) := 3xy + z², atunci ∇f = (3y, 3x, 2z) |
| ∇                               | Nabla, gradient din                                                                        | ∇f (x1, …, xn) este vectorul derivatelor parțiale (df / dx1, …, df / dxn). | Dacă f (x,y,z) := 3xy + z², atunci ∇f = (3y, 3x, 2z) |
| ∇                               | analiză matematică                                                                         | ∇f (x1, …, xn) este vectorul derivatelor parțiale (df / dx1, …, df / dxn). | Dacă f (x,y,z) := 3xy + z², atunci ∇f = (3y, 3x, 2z) |
| ∂                               | derivată parțială                                                                          | Cu f (x1, …, xn), ∂f/∂xi este derivata lui f în funcție de xi, celelalte variabile păstrându-se constante. | dacă f(x,y) := x2y, atunci ∂f/∂x = 2xy |
| ∂                               | derivată parțială din                                                                      | Cu f (x1, …, xn), ∂f/∂xi este derivata lui f în funcție de xi, celelalte variabile păstrându-se constante. | dacă f(x,y) := x2y, atunci ∂f/∂x = 2xy |
| ∂                               |                                                                                            | Cu f (x1, …, xn), ∂f/∂xi este derivata lui f în funcție de xi, celelalte variabile păstrându-se constante. | dacă f(x,y) := x2y, atunci ∂f/∂x = 2xy |
| ∂                               | frontiera                                                                                  | ∂M înseamnă frontiera mulțimii M | ∂{x : \|\|x\|\| ≤ 2} = {x : \|\|x\|\| = 2} |
| ∂                               | frontiera                                                                                  | ∂M înseamnă frontiera mulțimii M | ∂{x : \|\|x\|\| ≤ 2} = {x : \|\|x\|\| = 2} |
| ∂                               | topologie                                                                                  | ∂M înseamnă frontiera mulțimii M | ∂{x : \|\|x\|\| ≤ 2} = {x : \|\|x\|\| = 2} |
| ⊥                               | perpendicular                                                                              | x ⊥ y înseamnă x este perpendicular pe y; sau mai general x e ortogonal pe y. | Dacă l⊥m și m⊥n atunci l \|\| n. |
| ⊥                               | e perpendicular pe                                                                         | x ⊥ y înseamnă x este perpendicular pe y; sau mai general x e ortogonal pe y. | Dacă l⊥m și m⊥n atunci l \|\| n. |
| ⊥                               | geometrie                                                                                  | x ⊥ y înseamnă x este perpendicular pe y; sau mai general x e ortogonal pe y. | Dacă l⊥m și m⊥n atunci l \|\| n. |
| ⊥                               | element minim (cel mai mic)                                                                | x = ⊥ înseamnă că x este cel mai mic element. | ∀x : x ∧ ⊥ = ⊥ |
| ⊥                               | Elementul minim                                                                            | x = ⊥ înseamnă că x este cel mai mic element. | ∀x : x ∧ ⊥ = ⊥ |
| ⊥                               |                                                                                            | x = ⊥ înseamnă că x este cel mai mic element. | ∀x : x ∧ ⊥ = ⊥ |
| ⊧                               |                                                                                            | | A ⊧ A ∨ ¬A |
| ⊧                               |                                                                                            | | A ⊧ A ∨ ¬A |
| ⊧                               |                                                                                            | | A ⊧ A ∨ ¬A |
| ⊢                               |                                                                                            | | A → B ⊢ ¬B → ¬A |
| ⊢                               |                                                                                            | | A → B ⊢ ¬B → ¬A |
| ⊢                               |                                                                                            | | A → B ⊢ ¬B → ¬A |
| ◅                               |                                                                                            | | Z(G) ◅ G |
| ◅                               |                                                                                            | | Z(G) ◅ G |
| ◅                               |                                                                                            | | Z(G) ◅ G |
| /                               |                                                                                            | | {0, a, 2a, b, b+a, b+2a} / {0, b} = {{0, b}, {a, b+a}, {2a, b+2a}}                                                                                               |
| /                               |                                                                                            | | {0, a, 2a, b, b+a, b+2a} / {0, b} = {{0, b}, {a, b+a}, {2a, b+2a}}                                                                                               |
| /                               | teoria grupurilor                                                                          | | {0, a, 2a, b, b+a, b+2a} / {0, b} = {{0, b}, {a, b+a}, {2a, b+2a}}                                                                                               |
| ≈                               | izomorfism                                                                                 | G ≈ H înseamnă că grupul G e izomorf cu grupul H | Q / {1, −1} ≈ V, unde V este grupul Klein de 4 elemente. |
| ≈                               | e izomorf cu                                                                               | G ≈ H înseamnă că grupul G e izomorf cu grupul H | Q / {1, −1} ≈ V, unde V este grupul Klein de 4 elemente. |
| ≈                               | teoria grupurilor                                                                          | G ≈ H înseamnă că grupul G e izomorf cu grupul H | Q / {1, −1} ≈ V, unde V este grupul Klein de 4 elemente. |
| ≈                               | egal aproximativ                                                                           | x ≈ y înseamnă x este aproximativ egal cu y | π ≈ 3.14159 |
| ≈                               | este aproximativ egal cu                                                                   | x ≈ y înseamnă x este aproximativ egal cu y | π ≈ 3.14159 |
| ≈                               | oriunde                                                                                    | x ≈ y înseamnă x este aproximativ egal cu y | π ≈ 3.14159 |
| 〈,〉 ( \| ) < , > · :          | produs scalar                                                                              | 〈x,y〉 înseamnă produsul scalar al lui x și y. În cadrul spațiilor euclidiene se obișnuește de a nota produsul scalar atât prin (x,y) cât și prin x·y. Pentru matrice se poate utiliza semnul :. | În spațiul euclidian ℝ2 produsul scalar al vectorilor x = (2, 3) și y = (−1, 5) este: 〈x, y〉 = 2 × −1 + 3 × 5 = 13 {\displaystyle A:B=\sum _{i,j}A_{ij}B_{ij}} |
| 〈,〉 ( \| ) < , > · :          | produs scalar                                                                              | 〈x,y〉 înseamnă produsul scalar al lui x și y. În cadrul spațiilor euclidiene se obișnuește de a nota produsul scalar atât prin (x,y) cât și prin x·y. Pentru matrice se poate utiliza semnul :. | În spațiul euclidian ℝ2 produsul scalar al vectorilor x = (2, 3) și y = (−1, 5) este: 〈x, y〉 = 2 × −1 + 3 × 5 = 13 {\displaystyle A:B=\sum _{i,j}A_{ij}B_{ij}} |
| 〈,〉 ( \| ) < , > · :          | algebra liniară                                                                            | 〈x,y〉 înseamnă produsul scalar al lui x și y. În cadrul spațiilor euclidiene se obișnuește de a nota produsul scalar atât prin (x,y) cât și prin x·y. Pentru matrice se poate utiliza semnul :. | În spațiul euclidian ℝ2 produsul scalar al vectorilor x = (2, 3) și y = (−1, 5) este: 〈x, y〉 = 2 × −1 + 3 × 5 = 13 {\displaystyle A:B=\sum _{i,j}A_{ij}B_{ij}} |
| ⊗                               | Produs tensorial                                                                           | V ⊗ U înseamnă produsul tensorial dintre V și U. | {1, 2, 3, 4} ⊗ {1,1,2} = {{1, 2, 3, 4}, {1, 2, 3, 4}, {2, 4, 6, 8}}                                                                                              |
| ⊗                               | produs tensorial                                                                           | V ⊗ U înseamnă produsul tensorial dintre V și U. | {1, 2, 3, 4} ⊗ {1,1,2} = {{1, 2, 3, 4}, {1, 2, 3, 4}, {2, 4, 6, 8}}                                                                                              |
| ⊗                               | algebră liniară                                                                            | V ⊗ U înseamnă produsul tensorial dintre V și U. | {1, 2, 3, 4} ⊗ {1,1,2} = {{1, 2, 3, 4}, {1, 2, 3, 4}, {2, 4, 6, 8}}                                                                                              |

## Caractere speciale
Notă tehnică: Din cauza limitărilor tehnice, multe calculatoare nu pot afișa corect unele caractere speciale. Aceste caractere pot lua înfățișare de cutii, semne de întrebare, sau alte simboluri în funcție de programul folosit, sistemul de operare, și fonturile instalate. Chiar dacă vă asigurați că browser-ul dvs. folosește decodare WTF!-8 și fontul folosit suportă o mulțime de decodări WTF!-8, precum Code2000, Arial Unicode MS, Lucida Sans Unicode sau alte fonturi freeware, încă puteți să aveți neplăcerea să fie nevoie să folosiți un alt program de vizualizare, în acest sens calitățile programelor variind.